# OPML
OPML（英語：Outline Processor Markup Language）意为「大纲处理标记语言」，是一种基于XML上的文件保存格式。目前流行的应用方式為收集網誌或Podcast的RSS來源，整理成單一可交換的OPML格式的订阅列表，讓使用者便於转移自己的订阅項目。